# راس میلیونز
شایلو بچلور میلوود (انگلیسی: Shylo Batchelor Ashby Milwood؛ زادهٔ ۲۰ مارس ۱۹۹۶) که با نام مستعار راس میلیونز (انگلیسی: Russ Millions) شناخته می‌شود، خواننده رپ اهل انگلستان است. در دسامبر ۲۰۱۸ او اولین تک آهنگ خود «Gun Lean» را در ویرجین رکوردز منتشر کرد.
رقصی که راس در موزیک‌ویدئوهای خود اجرا می‌کند به یک ترند تبدیل شد و توسط بازیکنان فوتبال از جمله جسی لینگارد تقلید شد. این رقص توسط گاردین در فهرست «بزرگ‌ترین رقص‌های موسیقی پاپ» در رتبه ۱۰ قرار گرفت.
در آوریل ۲۰۱۹ تک آهنگ بعدی او «Keisha & Becky» با تیون وین در جدول تک آهنگ‌های بریتانیا در رتبه ۱۹ قرار گرفت و بعداً به رتبه هفت رسید. این آهنگ بعداً توسط صنعت فونوگرافی بریتانیا (BPI) گواهی پلاتین دریافت کرد.